# Gerard Bilders
Albertus Gerardus (Gerard) Bilders (Utrecht, 9 december 1838 – Amsterdam, 8 maart 1865) was een Nederlands kunstschilder, tekenaar, aquarellist en etser.

## Leven en werk
Bilders kreeg zijn eerste tekenlessen van zijn vader, de landschapschilder Johannes Warnardus Bilders. Gedurende een groot deel van Gerards jeugd woonde het gezin Bilders eerst in Utrecht en later in Oosterbeek, waar hij financieel werd ondersteund door Johannes Kneppelhout. Hij werkte daar van 1841 tot 1845, later in Utrecht van 1845 tot 1852, in Den Haag van 1856 tot 1858 en weer in Oosterbeek van 1857 tot 1864. Bilders werkte ook een tijdje in Genève en woonde van 1859 tot 1865 in Amsterdam.
In 1860 reisde Gerard Bilders met zijn vader naar Brussel en maakte daar kennis met de schilders van de Franse School van Barbizon.
Bilders genoot een opleiding aan de Akademie van beeldende kunsten in Den Haag van ongeveer 1857 tot 1859 en tekende daar naar naakte en geklede modellen. In het Mauritshuis kopieerde hij de veeschilderijen en in Zwitserland was hij korte tijd leerling van de landschap- en dierenschilder Charles Humbert.
Hij was in 1859 lid van Felix Meritis in Amsterdam en volgde daar ook nog een opleiding aan de Akademie voor Beeldende Kunsten.
Zijn onderwerpen waren landschappen, berglandschappen, portretten, stillevens, dieren, vee, en boslandschappen, waarbij het hem meer om de totaalindruk ging dan om de afzonderlijke objecten. Hij wordt als voorloper van de Haagse School beschouwd en was lid van Pulchri Studio. Gerard Bilders overleed in 1865 aan de gevolgen van tuberculose op de zeer jonge leeftijd van 26 jaar in Amsterdam.

## Dagboek en brieven
- A.G. Bilders, Brieven en dagboek. (2 delen). A.W. Sijthoff, Leiden 1876 (tweede druk).

## Galerij

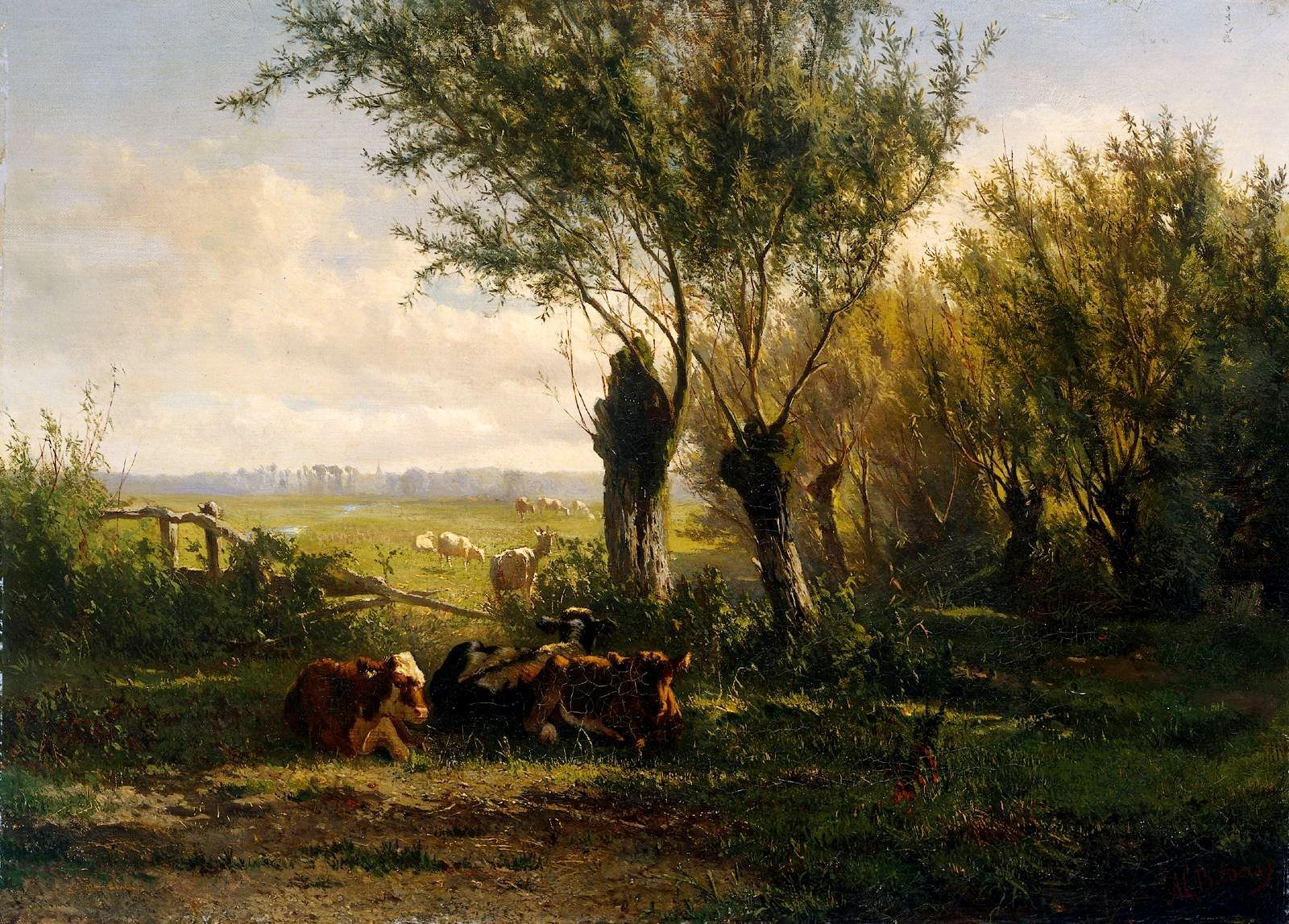
Weiland bij Oosterbeek
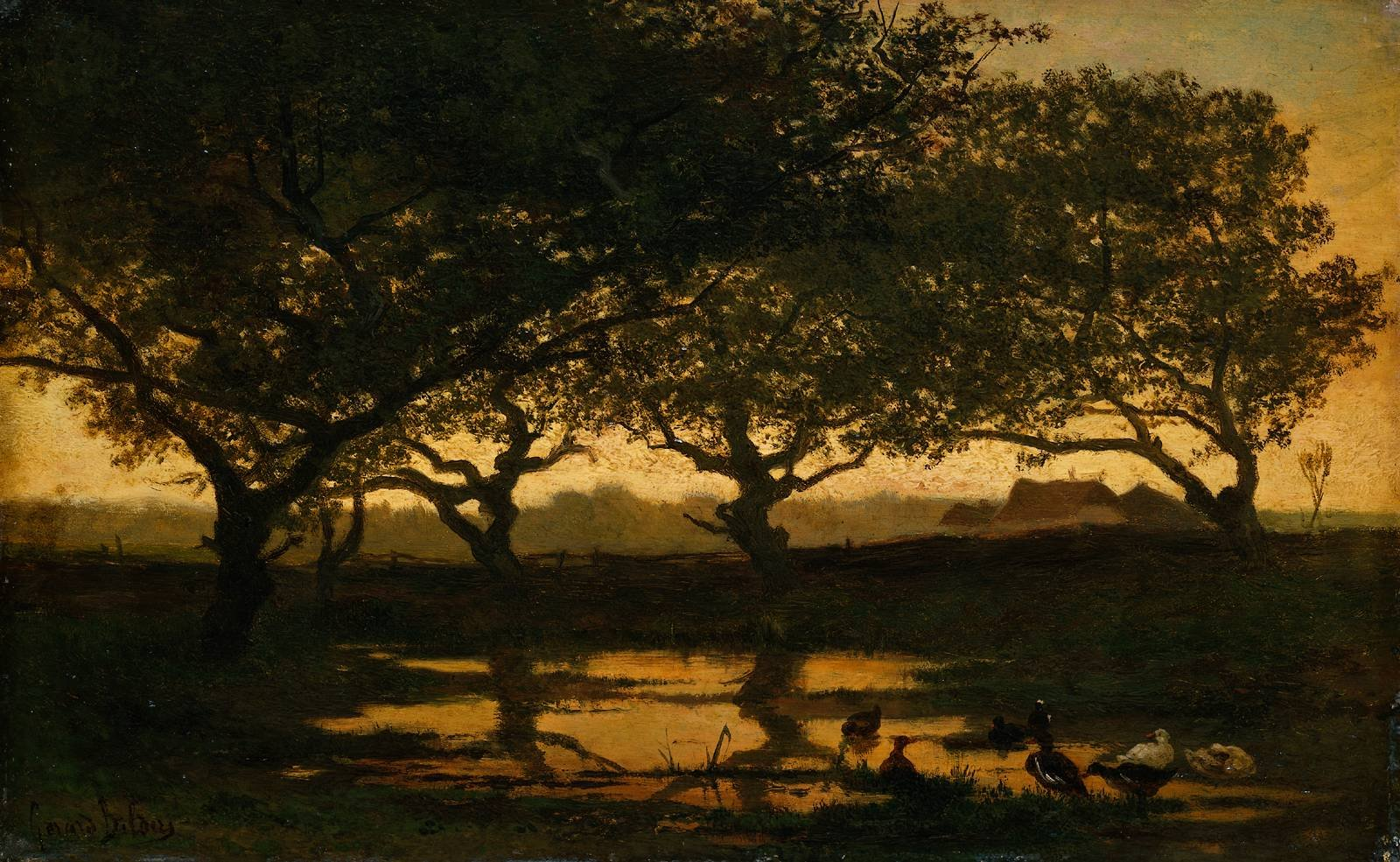
Bosvijver bij zonsondergang
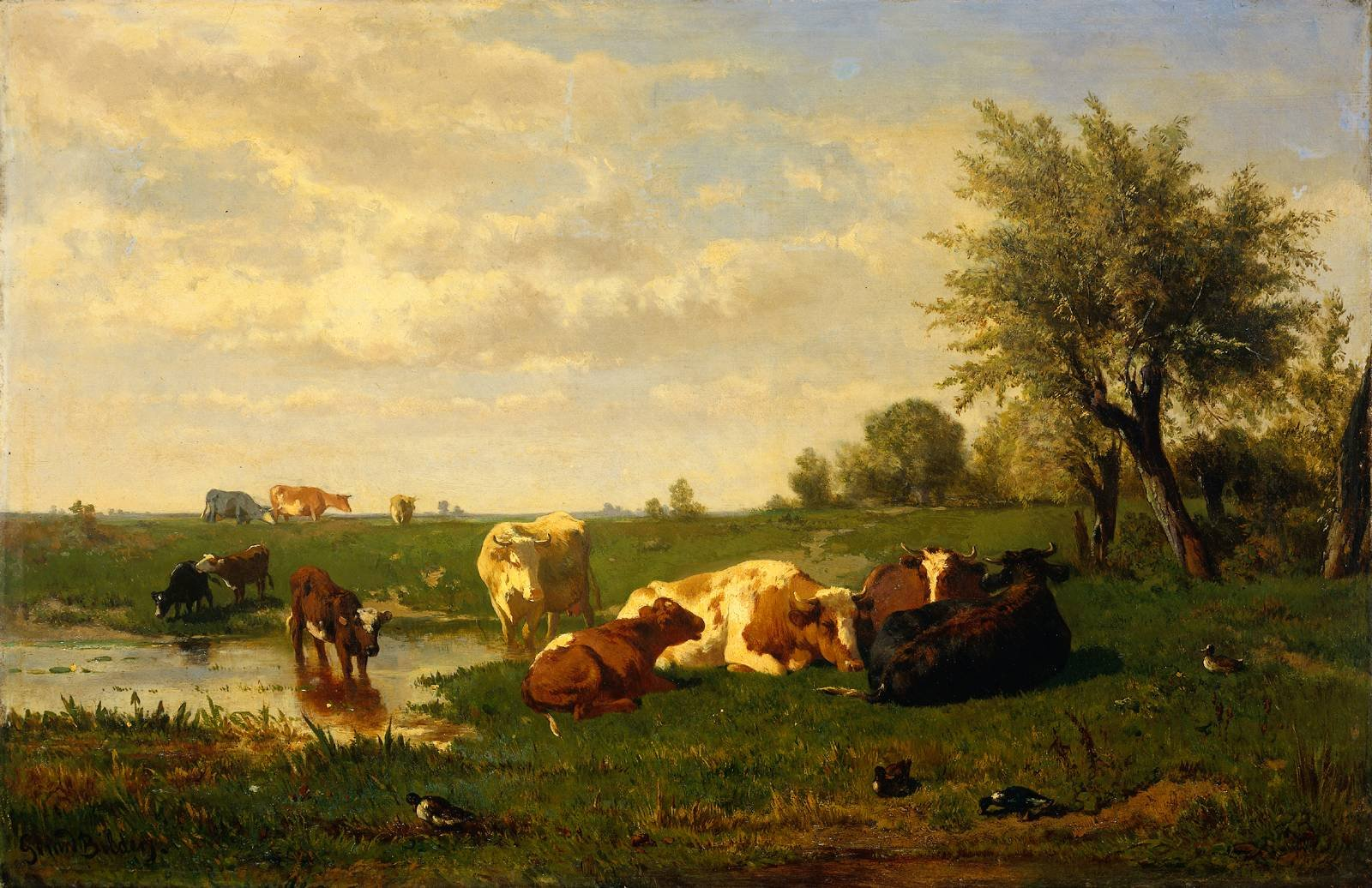
Koeien in de weide
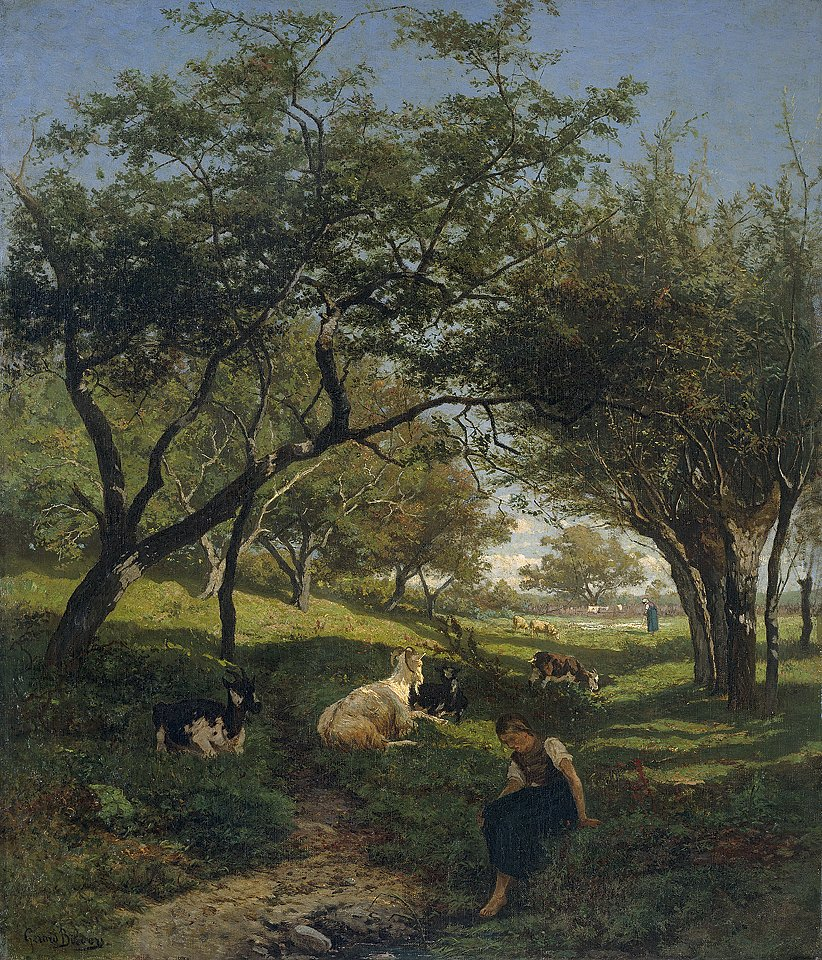
Geitenhoedster
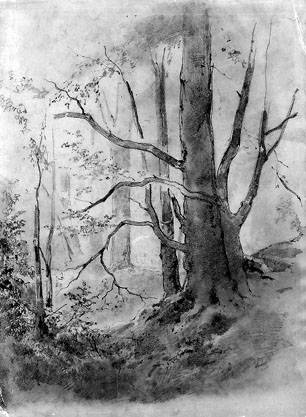
Bosgezicht
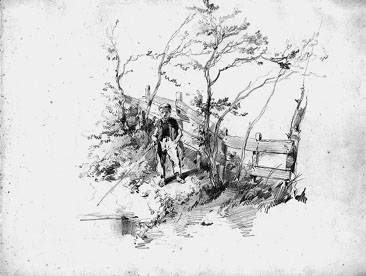
Jongetje met een hengel bij een hek
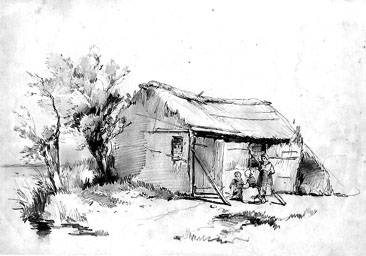
Drie kinderen voor boerenhut aan waterkant
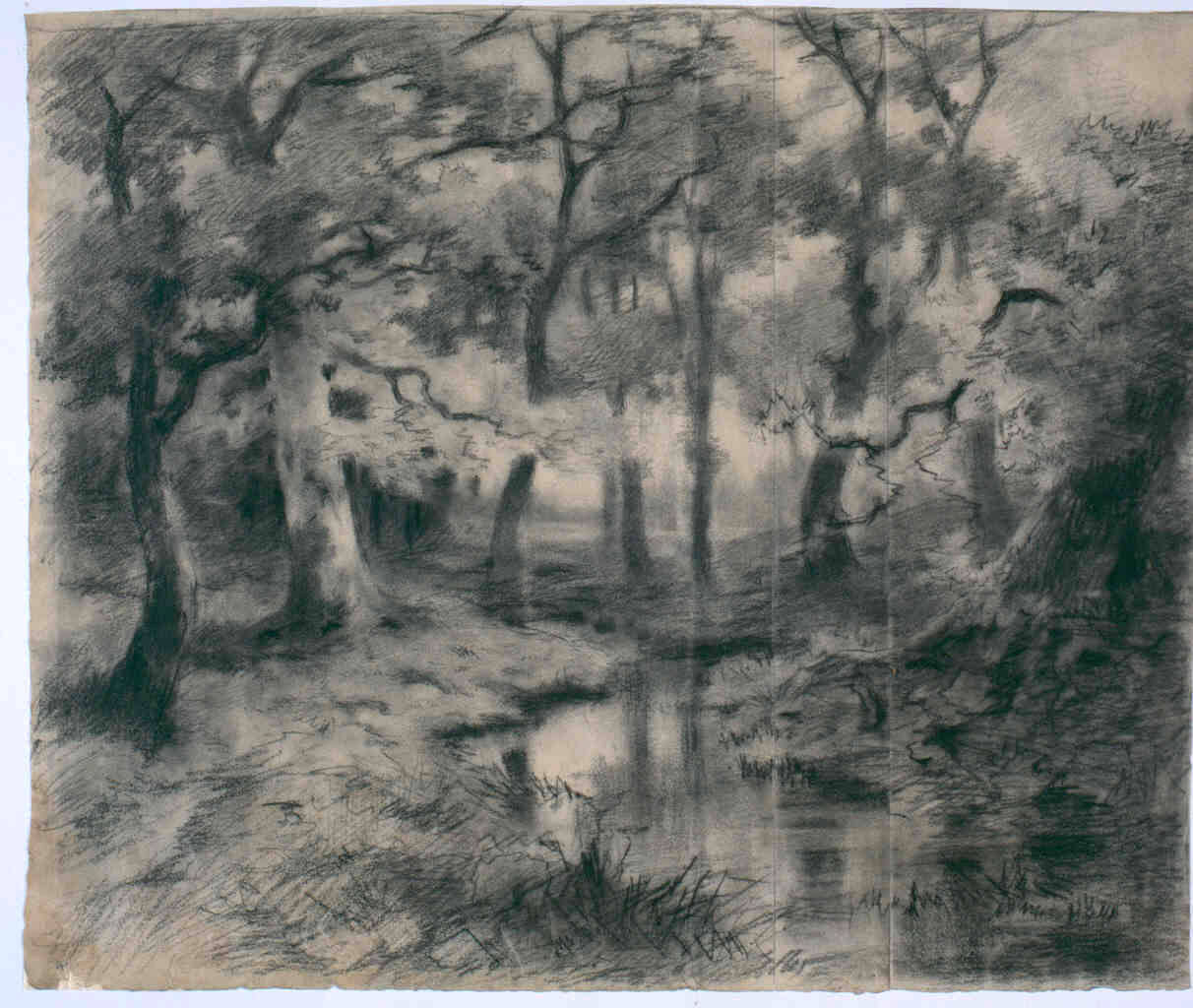
Bosgezicht met beek

- Bibliothèque nationale de France: cb16191188s (data)
- Biografisch Portaal: 11670060
- Digitale Bibliotheek voor de Nederlandse Letteren: bild004
- Gemeinsame Normdatei: 123030773
- International Standard Name Identifier: 0000 0000 7733 4624
- Library of Congress Control Number: nr99013296
- Nederlandse Thesaurus van Auteursnamen: 070309957
- RKD-Nederlands Instituut voor Kunstgeschiedenis: 8404
- Istituto Centrale per il Catalogo Unico: UBOV304798
- Système universitaire de documentation: 124006760
- Union List of Artist Names: 500026942
- Virtual International Authority File: 42735457
- WorldCat: E39PBJdh3fCmF7kJPXvkkfMpT3